# Corredor del Hexi
El corredor de(l) Hexi o corredor de Gansu (en chino tradicional y simplificado, 河西走廊; pinyin, Hexi Zoulang; Wade-Giles, He-hsi Tsou-lang) es una región geográfica e histórica de China localizada al norte de la alta y desolada meseta tibetana y al sur del desierto de Gobi y de las praderas de Mongolia Exterior. El corredor es la puerta de entrada más importante a China desde el Asia central y la cuenca del Tarim. Es un estrecho corredor geográfico que se extiende unos 1000 km en dirección NO-SE, desde la moderna ciudad de Lanzhou hasta la Puerta de Jade, el paso montañoso localizado en la actual frontera de la provincia de Gansu y la Región Autónoma Uigur de Sinkiang. Administrativamente, el corredor pertenece por entero a la provincia de Gansu.
El corredor era, y es, básicamente una cadena de oasis a lo largo del borde norte de la meseta tibetana que antiguamente era atravesado por una de las principales rutas históricas del continente, la ruta de la seda, una ruta que iba hacia el noroeste desde la orilla del río Amarillo y que era la ruta más importante para comerciantes y militares para alcanzar, desde el norte de China, la cuenca del Tarim y el resto de Asia Central. En el extremo oeste la ruta se dividía en tres: la primera iba en dirección noroeste pasando por el norte de las montañas Tian Shan; las otras dos bordeaban por el norte y el sur la cuenca del Tarim. En el extremo este hay montañas cerca de Lanzhou antes de alcanzar el valle del río Wei y la China propia.
Hexi proviene del 河西政權T, lit. «régimen de oeste del Río», un régimen fundado durante el periodo de las Cinco Dinastías y los Diez Reinos que gobernó el territorio situado al oeste del río Amarillo (Hai He). Hexi es también el nombre de un distrito actual chino.

## Geografía

Las partes central y occidental de la actual provincia de Gansu corresponden al corredor del Hexi.

El corredor del Hexi es un pasaje largo y estrecho que se extiende unos 1000 km desde la empinada ladera de Wushaolin, cerca de la moderna ciudad de Lanzhou, hasta la Puerta de Jade, el paso de montaña localizado en la frontera entre la provincia de Gansu y la Región Autónoma Uigur de Sinkiang. Hay muchos oasis fértiles a lo largo de la ruta, regados por ríos que fluyen desde las montañas Qilian (Nanshan), como los ríos Shiyang, Jinchuan, Ejin (Heihe) y Shule.
Un entorno sorprendentemente inhóspito rodea a esta cadena de oasis: las montañas Qilian, cubiertas de nieve, al sur; la zona montañosa de Beishan, la meseta Alashan y la vasta extensión del desierto de Gobi, al norte. Geológicamente, el corredor del Hexi pertenece a un sistema de cuenca de antepaís del cenozoico localizado en el margen noreste de la meseta tibetana.
El corredor está en una zona donde las montañas y el desierto limitaban el tráfico de caravanas a discurrir por una pista estrecha, en un tramo en el que unas fortificaciones relativamente pequeñas podían controlar el paso de ese tráfico. La antigua pista pasaba a través de Haidong, Xining y los alrededores del lago Juyan, sirviendo a una área efectiva de aproximadamente 215.000 km².
Hay varias ciudades importantes a lo largo del corredor del Hexi: en el oeste de la provincia de Gansu, están Dunhuang (en el pasado, parte de la zona conocida como las Regiones Occidentales), luego Jiuquan (Suzhou), Zhangye en el centro, siguen Wuwei y finalmente Lanzhou, en el sureste; al sur de Gansu, en el centro justo de la frontera provincial, se encuentra la ciudad de Xining, capital de la provincia de Qinghai. Xining era el centro comercial principal del corredor del Hexi.
El fuerte Jiyaguyan guarda la entrada oeste de China. Se encuentra ubicado en el paso de Jiayuguan, en el punto más estrecho del corredor del Hexi, a unos 6 km al suroeste de la ciudad de Jiayuguan. El fuerte Jiyaguyan es la primera fortificación de la Gran Muralla China que se encuentra viniendo del oeste.

## Historia
Ya en el primer milenio a. C. comenzaron a aparecer en Siberia artículos de seda, después de haber viajado por el ramal norte de la ruta de la Seda, que incluía el segmento del corredor del Hexi.
Al final de la dinastía Qin (221-206 a. C.), la tribu de los yuezhi superaron a los anteriores colonos, las tribus wusun y qiang, ocupando la parte occidental del corredor del Hexi. Más tarde, ejércitos de otra confederación tribal, la de los xiongnu septentrionales, vencieron a los yuezhi y se establecieron en la región al comienzo de la dinastía Han.

### Dinastía Han
En 121 a. C., fuerzas Han expulsaron a los xiongnu del corredor del Hexi e incluso de la región del lago Lop Nur, cuando el rey Hunye de los xiongnu se rindió a Huo Qubing. Los Han adquirieron un territorio que se extendía desde el corredor del Hexi hasta el Lop Nur, aislando así a los xiongnu de sus aliados los qiang. Una vez más, las fuerzas Han rechazaron en el 111 a. C. una invasión conjunta xiongnu-qiang del territorio del noroeste. Después de 111 a. C., se establecieron en el corredor del Hexi cuatro nuevos puestos defensivos, Jiuquan, Zhangye, Dunhuang y Guzang (Wuwei).
Desde aproximadamente 115-60 a. C., las fuerzas Han lucharon con los xiongnu por el control de los oasis de las ciudades-estado en la cuenca del Tarim. Los Han finalmente resultaron victoriosos y establecieron el Protectorado de las Regiones Occidentales en el 60 a. C., que se ocupaba de la defensa de la región y las relaciones exteriores.
Durante el turbulento reinado de Wang Mang, los Han perdieron el control de la cuenca del Tarim, que fue conquistada por los xiongnu nuevamente en el 63 d. C., y que se utilizó como base para invadir el corredor del Hexi. Dou Gu derrotó a los xiongnu de nuevo en la batalla de Yiwulu en el 73 d. C., expulsándolos de Turpan y persiguiéndolos hasta el lago Barkol antes de establecer una guarnición en Hami.
Después de que el nuevo Protector General de las Regiones Occidentales Chen Mu fuese muerto en el 75 d. C. por aliados de los xiongnu en Karasahr y Kucha, la guarnición de Hami fue retirada. En la batalla de Ikh Bayan, en el 89 d. C., Dou Xian derrotó a los xiongnu shanyu que luego se retiraron al macizo de Altái.

### Dinastía Tang

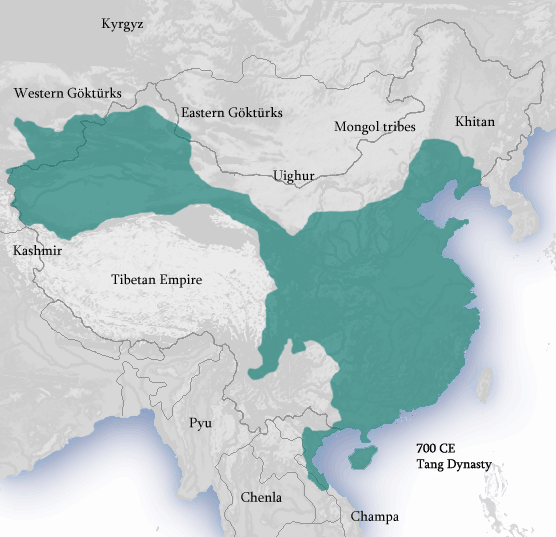
Mapa del imperio de la dinastía Tang que muestra el corredor uniendo la Propia China con la cuenca del Tarim

El Imperio Tang luchó contra el Imperio tibetano por el control de zonas en el Asia central e interior y hubo una larga serie de conflictos con el Tíbet sobre los territorios de la cuenca del Tarim entre 670-692.
En 763 los tibetanos conquistaron incluso durante quince días la capital de China, Chang'an, en la rebelión de An Shi. De hecho, durante esa rebelión los Tang retiraron sus cuarteles occidentales estacionados en lo que hoy son las provincias de Gansu y Qinghai, que los tibetanos ocuparon luego junto con el territorio de lo que hoy es Xinjiang. Las hostilidades entre los Tang y el Tíbet continuaron hasta que firmaron un tratado de paz formal en 821. Los términos de ese tratado, incluyendo las fronteras fijas entre ambos países, quedaron registrados en una inscripción bilingüe que se conserva en un pilar de piedra situado fuera del templo Jokhang en Lhasa.

### Dinastía Xia Occidental
La Dinastía Xia Occidental, conocida también como el imperio Tangut, fue establecida en el siglo XI por las tribus tangut. Xia Occidental controló desde 1038 hasta 1227 las áreas de lo que hoy son las provincias noroccidentales chinas de Gansu, Shaanxi y Ningxia.

### Dinastía Yuan
La expansión del imperio mongol hacia el sur, conocida como guerra mongol-dinastía Jin, se inició alrededor de 1207 por Genghis Khan y continuó después de su muerte en 1227 por Ogodei. La dinastía Jin cayó en 1234, con la ayuda de la dinastía Song.
Además de la guerra mongol-Jin, Ogodei aplastó a la dinastía Xia Occidental en 1227, pacificando la región del corredor del Hexi, que más tarde fue controlada por la dinastía Yuan establecida por Kublai Khan (el quinto Gran khan del Imperio mongol), que duró oficialmente de 1271 a 1368.